# Выбор (фильм, 1987)
«Выбор» — советский двухсерийный фильм режиссёра Владимира Наумова, снятый в 1987 году по одноимённому роману Юрия Бондарева.

## Сюжет
Советский художник Владимир Васильев, известный на родине и за рубежом, приезжает с женой в Италию, где проходит выставка его работ. Во время традиционного зимнего венецианского карнавала герой неожиданно встречает своего школьного и фронтового друга Илью Рамзина, которого считал погибшим. Тогда, в 1943 году, в одном из боёв командир полка послал Рамзина и Васильева с несколькими бойцами на верную и бессмысленную смерть. И Васильев, и его жена, некогда одноклассница обоих друзей, с большим трудом узнали в иностранце того отчаянно смелого Илью. Узнав, что его мать жива, Рамзин начинает хлопотать о разрешении на поездку в СССР…

## В ролях
- Михаил Ульянов — Владимир Васильев
- Наталия Белохвостикова — Мария Васильева / Виктория Васильева, дочь
- Альгис Матулёнис — Илья Рамзин
- Елена Фадеева — Раиса Михайловна, мать Рамзина
- Вацлав Дворжецкий — Эдуард Аркадьевич Щеглов, дядя Марии
- Леонид Плешаков — скульптор Лопатин
- Константин Жигулёв — Владимир Васильев в молодости
- Анастасия Деревщикова — Мария в молодости
- Александр Кознов — Илья Рамзин в молодости
- Константин Бердиков — старшина Лазарев
- Александр Яковлев — старший сержант Шапкин
- Валерий Ненашев — Калинкин
- Борис Щербаков — сотрудник КГБ
- Андрей Молотков — майор Воротюк, командир полка
- Виталий Беляков — майор, занимающийся призывом

## Съёмочная группа
- Режиссёр: Владимир Наумов
- Авторы сценария: Юрий Бондарев, Владимир Наумов
- Композитор: Александр Гольдштейн
- Оператор: Валентин Железняков
- Художники: Владимир Филиппов, Евгений Черняев
- Звукооператор: Борис Венгеровский
- В фильме использована музыка Антонио Вивальди
- Директор картины: Эдуард Волков